# Gallengangszyste
Gallengangszysten sind angeborene Fehlbildungen der Gallengänge, die zur Erweiterung der Gallengänge führen. Sie sind in westlichen Ländern selten, treten jedoch häufiger in Asien wie Japan und China auf.

## Symptome
Die Krankheit zeigt sich häufig im ersten Lebensjahr. Nur selten tritt sie erst im Erwachsenenalter auf und ist dann gewöhnlich mit einer erhöhten Komplikationsrate verbunden. Die klassische Trias aus Bauchschmerzen, Gelbsucht und einer Verhärtung im rechten oberen Quandranten des Bauches findet sich nur bei wenigen Patienten.

## Diagnose
Die Diagnose kann anhand von Anamnese, Palpation und Sonografie gestellt werden. Bei der Blutuntersuchung ist direktes oder konjugiertes Bilirubin erhöht.

### Typen

Choledochal cysts

Die Gallengangszysten werden nach Todani 1977 in fünf verschiedene Klassen unterteilt.
- Typ I: Am häufigsten auftretend (80–90 %), gekennzeichnet durch sakkuläre oder fusiforme Aussackungen eines Teils oder des gesamten Ductus choledochus.
- Typ II:  Isolierte extrahepatische Aussackung des Gallenganges.
- Typ III oder Choledochozele: Ausgehend vom duodenalen Abschnitt des Gallenganges oder der Schnittstelle mit dem Ductus pancreaticus.
- Typ IVa: Charakterisiert durch mehrere Aussackungen und/oder des intrahepatischen und extrahepatischen Gallenganges.
- Typ IVb:  Mehrere Aussackungen die nur den extrahepatischen Gallengang betreffen.
- Typ V: Zystische Aussackung des intrahepatischen Gallenganges.

## Therapie
Träger einer Gallengangszyste haben ein hohes Risiko für Gallengangskarzinome (20 % laut Shimada et al (2017). Die Gallengangszysten werden deshalb chirurgisch entgernt. Zu den möglichen Komplikationen zählt eine Entzündung der Gallengänge (Cholangitis). Ein 2013 erschienener Artikel beschreibt auch die Methode die Zyste laparoskopisch zu entfernen und anschließend die Gallengänge über eine hepatojejunale von der Leber zum Jejunum führen zu lassen. 1973 wurde erstmals eine Choledochuszyste Typ lll (Choledochocele) peroral endoskopisch reseziert.